# Sarah Elmira Royster
Sarah Elmira Royster Shelton (Richmond, 1810 – 11 de febrero de 1888) fue una amiga de la infancia y más tarde prometida del poeta estadounidense Edgar Allan Poe. Su relación comenzó cuando Sarah tenía 15 años de edad y terminó por interferencia de su padre cuando Poe estudiaba en la Universidad de Virginia. A diferencia de Poe, Sarah Elmira permaneció en Virginia toda su vida, casándose con un empresario rico, Alexander Shelton, con quien tuvo cinco hijos, solo dos de los cuales llegaron a la vida adulta. Después de la muerte de sus respectivos cónyuges, Poe y Royster se volvieron a encontrar y reanudaron una relación amorosa que quedó truncada por la repentina muerte de Poe.
Muchos de los poemas de Edgar Allan Poe hacen referencia a o fueron inspirados por Sarah Elmira Royster. Por ejemplo, existe un debate sobre qué mujer, si es que la hubo, sirvió de inspiración para Annabel Lee. A pesar de que Royster se ha sugerido como una de ellas, la candidata más creíble es la esposa de Poe, Virginia Eliza Clemm Poe.

## Primera relación conPoe
Sarah Elmira y Poe eran vecinos en Richmond, Virginia, cuando comenzaron su relación amistosa, en 1825. Tenían, respectivamente, 15 y 16 años. Los jóvenes vecinos tenían por costumbre cantar (Royster tocaba el piano y Poe la acompañaba con la flauta) y dibujar. 
El cariño que se tenían era evidente. El hermano de Edgar, William Henry Poe, quien conocía a Sarah Elmira, escribió un poema llamado «El pirata», en el que su hermano Edgar estaba representado por el personaje «Edgar-Léonard», quien, al igual que ellos, había perdido a sus padres y se enamoraba de una joven de nombre «Rosalie», imagen de Sarah Elmira Royster. 
Con el paso del tiempo comenzaron a hablar sobre matrimonio, aunque el padre de Sarah se mostraba en desacuerdo. Se comprometieron en secreto, al mismo tiempo que Poe comenzaba sus clases en la Universidad de Virginia, en 1826. El padre de Sarah Elmira interceptó las cartas que Poe escribía a la joven y las destruyó sin que ella las hubiera leído. Ella escribiría luego que la razón del descontento de su padre era su edad, pero se cree que también pudo haber considerado las inestables circunstancias sociales y económicas de Poe, pobre y huérfano. Muchos años después, en una carta a un amigo, ella describió de esta forma al futuro escritor:

Edgar era un muchacho muy guapo, no muy hablador. De conversación agradable, pero de comportamiento más bien triste. Nunca hablaba de sus padres. Estaba muy ligado a la señora Allan, así como ella a él. Era entusiasta, impulsivo, no soportaba la menor grosería verbal.

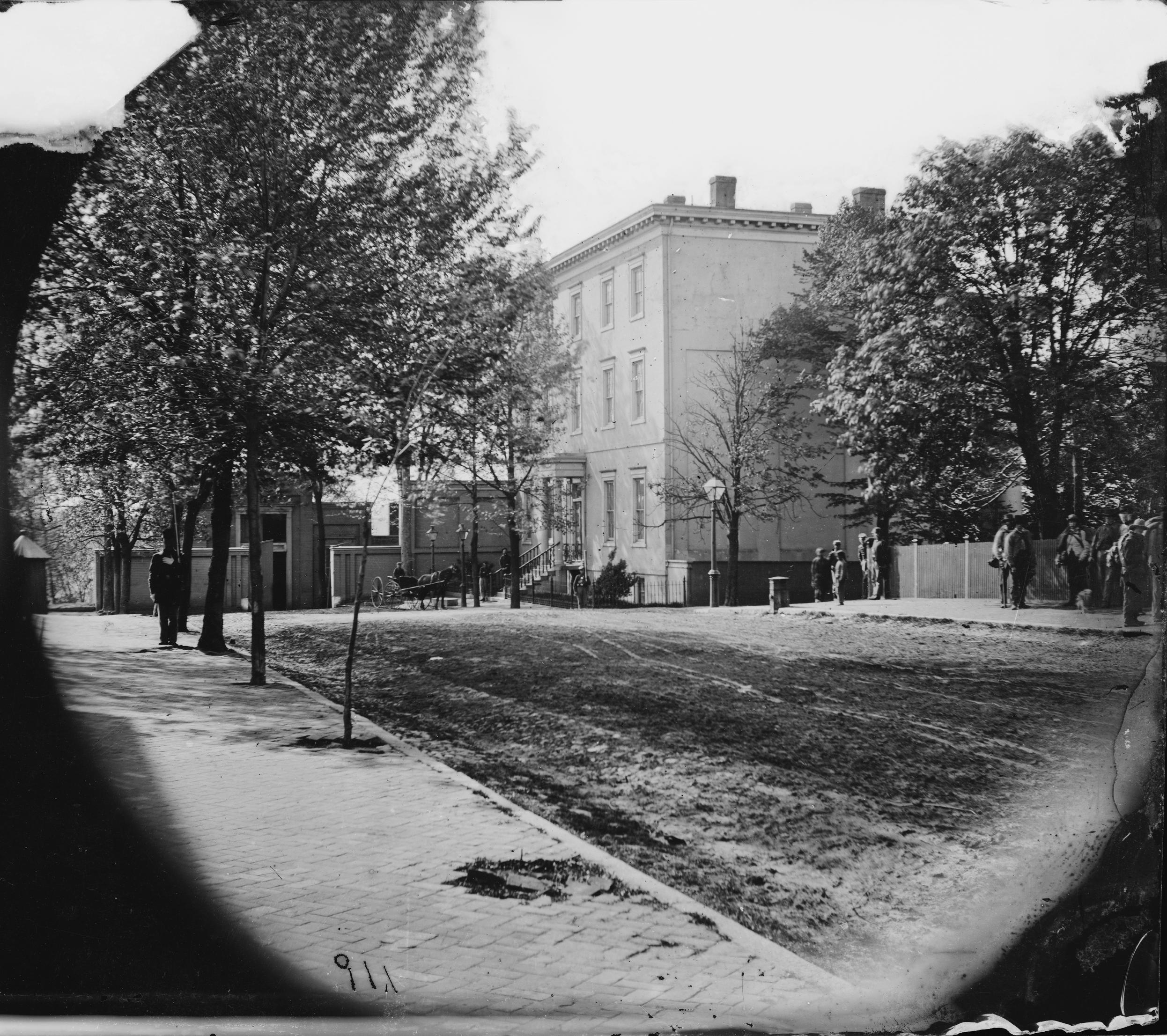
Capitolio de Richmond, 1865, cerca de donde vivieran Edgar Allan Poe y Sarah Elmira Royster en su juventud.

Pensando que Poe la había olvidado, Royster contrajo matrimonio con Alexander B. Shelton, un negociante proveniente de una familia adinerada de Virginia. Con apenas 17 años, comenzó con rapidez a ganar preeminencia social y riqueza, ya que Shelton trabajaba en la industria del transporte y era copropietario de una línea naviera que transportaba pasajeros y mercancías a lo largo del río James. La pareja tuvo cinco hijos, de los cuales tres murieron en su infancia. Por su parte, en 1827, Poe escribió un poema titulado «Tamerlane», en el que se describe conquistando al mundo, solo para volver luego y encontrar a su amada desposada con un hombre muerto para la poesía. En 1829, Poe volvió a escribir un poema dedicado a ella titulado «Para —» (en inglés, To —), cuya última estrofa hace alusión a que el oro de Shelton no podría comprar el día que él planeaba para Sarah Elmira.
Más de cinco años después, Mary Winfree, una amiga íntima de Sarah, visitó a Poe, quien por entonces vivía con su esposa Virginia y su suegra Maria Clemm, y le contó que Sarah no era feliz en su matrimonio con Shelton. Agradecido por la gran noticia, Poe escribió el poema «Para Mary» (en inglés, To Mary) en 1835.
Poco después, Alexander Shelton contrajo una neumonía, y falleció a la edad de 37 años, el 12 de julio de 1844, dejando a Sarah y a sus hijos propiedades valoradas en US$100.000.

## Segundo encuentro con Poe

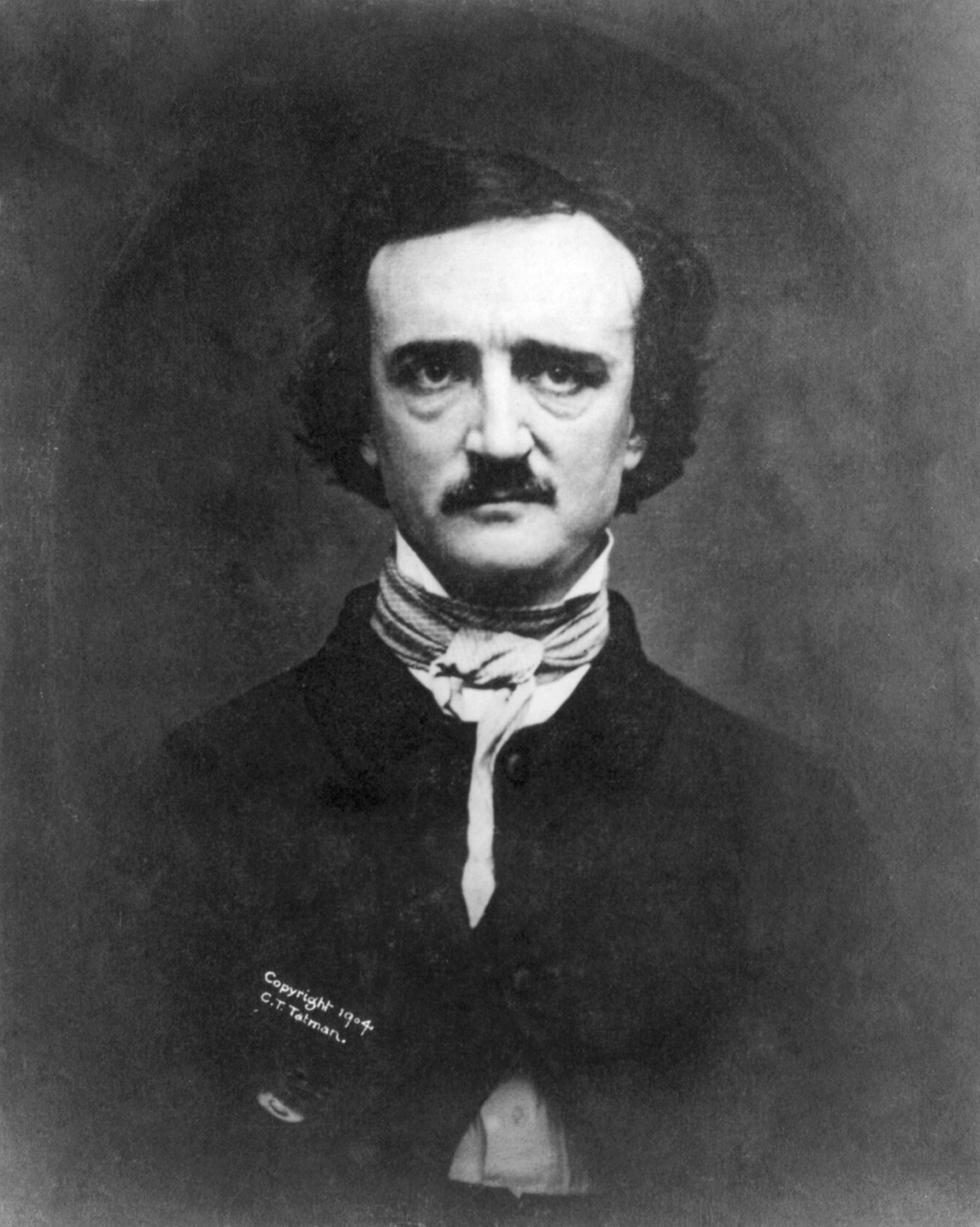
Edgar Allan Poe en 1848.

La esposa de Edgar Allan Poe, Virginia, murió en enero de 1847. Al año siguiente Poe se mudó a Providence, en el estado de Rhode Island, siguiendo a Sarah Helen Whitman, una poetisa con la que llegaría a estar comprometido durante un breve período. Tras romperse el compromiso, se sabe que Poe prosiguió sus relaciones platónicas con Annie Richmond y Sarah Anna Lewis, quien le ayudó financieramente en alguna ocasión. Para ambas el escritor compuso poemas, publicados en esa época junto con un ensayo llamado Eureka, sobre el universo. Fracasadas sus propuestas románticas, Poe, abatido, cayó en el alcoholismo. En esas circunstancias llegó a Richmond, donde se encontró con Sarah Elmira Royster.
Sarah Elmira vivía en la calle Grace, en la casa 2407. Un conocido la describió como una mujer muy atractiva para esa época:

Sus ojos eran de un azul intenso, su cabello castaño, veteado de gris, su nariz fina y patricia... Su voz era muy baja, suave y dulce, sus maneras eran exquisitamente refinadas e, intelectualmente, era una mujer de educación y fuerza de carácter. Sus cualidades distintivas eran la gentileza y la feminidad.

En julio de 1848, año y medio después de la muerte de su esposa, Poe y Sarah Elmira se volvieron a encontrar. Por entonces ella había abrazado una ferviente religiosidad, habiendo sido bautizada en la iglesia episcopaliana de St. John, en Richmond, Virginia. Tenía 39 años y vivía con sus hijos Ann, de 19 años y Southall, de 10.
La visita de Poe resultó inesperada. Sarah Elmira relata que estaba preparándose para ir a su iglesia cuando uno de los sirvientes le anunció que un caballero había venido a verla. Ella reconoció a Poe de inmediato. Después asistió en primera fila a una clase magistral dictada por Poe en Richmond, lo cual sentaría las bases para una segunda relación.
Aunque la pareja revivió su relación romántica en el transcurso del año subsiguiente y en ocasiones hablaron de matrimonio, los hijos de Royster no aprobaban la relación, ya que una cláusula en la herencia de Alexander Shelton estipulaba que de volverse a casar Sarah Elmira, perdería tres cuartas partes de las propiedades heredadas.
El 17 de septiembre de 1849, Poe visitó Richmond y se quedó con Sarah Elmira esa noche. Posteriormente escribiría: «Creo que me ama con más devoción que ninguna otra que haya conocido... No puedo evitar amarla yo también.» Poe esperaba casarse con ella antes de partir de Richmond y la urgió para que respondiera. Sarah Elmira, por su parte, quería tiempo para considerar el asunto: «Le dije que si no aceptaba una negativa, debía darme más tiempo para considerarlo.» Es probable que las reservas de Royster se debieran a los rumores sobre los problemas de Poe con el alcohol, y quizás fue por eso por lo que el poeta decidió unirse a un movimiento de abstinencia en Richmond conocido como los Hijos de la Templanza (en inglés, Sons of Temperance).
La gira de conferencias dictadas por Poe le llevó a Norfolk (Virginia) y Old Point Comfort en la península de ese estado y no se sabe con certeza si la pareja logró comprometerse formalmente; sin embargo, la mayoría de los biógrafos concuerdan en que al menos habían llegado a un «entendimiento» mutuo para finales de septiembre de 1849.
De haberse formalizado el compromiso, la boda jamás se hubiera realizado, ya que Poe, dos semanas después de partir de Richmond el 27 de septiembre de 1849 hacia Baltimore, murió misteriosamente en esa ciudad, el 7 de octubre de 1849.
Sarah Elmira diría después que Poe se hallaba muy triste la noche del 26 de septiembre, antes de irse de su lado, y que se quejaba de sentirse muy enfermo. También mencionó que Poe le había confesado que tenía el presentimiento de que no le vería más. Ella escribiría: «Me sentí tan miserable toda la noche que por la mañana temprano fui a indagar sobre su paradero cuando, lamentablemente, él ya había zarpado hacia Baltimore».
En su lecho de muerte, Poe mencionó una esposa que tenía en Richmond, probablemente una referencia a Sarah Elmira. El biógrafo de Poe John Evangelist Walsh sugiere que los hermanos de Royster fueron los responsables de la misteriosa muerte de Poe.
Ella declararía después que no se habría casado con Poe bajo ninguna circunstancia. Sin embargo, le escribió una carta a Maria Clemm, anunciándole que estaba lista para aceptarla como su propia suegra. En esa carta, mencionó que para ella, Poe era el «objeto de más estima» en la tierra.

## Vida posterior
Después de la muerte de Poe, Sarah Elmira rehusó hablar sobre él y su relación, negándose tajantemente a conceder entrevistas, y refugiándose en una vida relativamente solitaria. Finalmente, en 1875 le concedió una entrevista a un escultor local, Edward Valentine, como respuesta a una biografía de Poe escrita por John H. Ingram. En esa conversación negó con vehemencia haber estado alguna vez comprometida para casarse con Poe, e incluso dijo que no le había guardado luto tras su muerte. Sin embargo, en junio de 1884, le confesó al Dr. John Joseph Moran, médico de Poe en el momento de su muerte, que sí se habían comprometido. 
Sara Elmira Royster murió el 11 de febrero de 1888 y su obituario, publicado en la primera página del periódico de Richmond Whig el 12 de febrero, llevaba como título «El primer y último amor de Poe» ("Poe's first and last love").
De sus hijos sobrevivientes, Southall Shelton, cuyo nombre proviene del segundo nombre de su abuela paterna, contrajo matrimonio a los 21 años de edad con una joven de 17 años llamada Paige Fitzhugh, el 20 de junio de 1860. En ese momento, Southall era comerciante de tabaco y vivía en el condado de Henrico, Commonwealth de Virginia. Al año siguiente Southall sirvió como capitán en la infantería de los Estados Confederados de América durante la guerra de Secesión. Murió pocos meses antes que su madre.
Ann Elizabeth Shelton contrajo matrimonio con John Leftwich y tuvo ocho hijos. En 1880 vivía con una de sus hijas y su familia en Richmond, Virginia.
En la inscripción sobre la lápida de la tumba de Alexander Shelton, padre de los hijos de Sarah Elmira Royster-Shelton, dice: «Su vida fue intachable. Su fin fue la paz.»
La casa de Elmira Royster Shelton, en la calle Grace de Richmond, Virginia, es actualmente un museo donde una vez estuvo la sede de la Fundación Histórica de Richmond. En esa casa Poe y Royster vivieron el amor de su juventud y el amor tardío, justo antes de la muerte de él, en 1849.